# Sidensjö församling
Sidensjö församling är en församling inom Svenska kyrkan i Örnsköldsviks kontrakt av Härnösands stift i Ångermanland, Örnsköldsviks kommun, Västernorrlands län. Församlingen ingår i Örnsköldsviks södra pastorat.
Församlingskyrka är Sidensjö kyrka.

## Administrativ historik
Församlingen bildades på 1300-talet genom en utbrytning ur Nätra församling. Ur församlingen utbröts 1779 Skorpeds församling.
Församlingen var 1500-talet annexförsamling i pastoratet Nätra och Sidensjö för att därefter till 1779 utgöra ett eget pastorat. Från 1779 till 1869 Moderförsamling i pastoratet Sidensjö och Skorped, för att därefter till 1999 utgöra ett eget pastorat. Församlingen var mellan 1999 och 2022 annexförsamling i pastoratet Nätra och Sidensjö. Församlingen uppgick 1 januari 2022 i Örnsköldsviks södra pastorat.